# وسط شفاف
الوسط الشفاف هو الجسم أو المادة التي يستطيع الضوء أن ينفذ عبرها فيستطيع المرء رؤية ما وراءه بكل وضوح. أهم مثل معروف هو الهواء. إن الهواء موجود في كل مكان على وجه الأرض فهو يملأ جميع الفراغات. الهواء شفاف تمامًا وعند وجود مصدر ضوئي مثل الشمس نهارًا أو المصباح ليلًا، يمكن رؤية ذلك الضوء تمامًا وبذلك يرى الإنسان ما حوله، ولو كان الهواء شافًا أو عاتمًا فلن يتمكن الإنسان من العيش على الأرض بصورة طبيعية حيث ستحجب جميع الأشياء من مدى الرؤية ولن يستطيع الاهتداء إلى طريقه أو القيام بأي شأن من شؤونه. 
من الأمثلة الأخرى للأوساط الشفافة: 
- الزجاج الأملس ينفذ الضوء من خلاله بصورة تامة.
- ماء الوادي الصافي حيث ينفذ فتمكن رؤية ما في قاعه من أسماك وقواقع وأحجار.